# Волчьи слёзы
«Во́лчьи слёзы» — четвёртый полноформатный студийный альбом российской хеви-метал группы «Натиск», который вышел на лейбле CD-Maximum 20 сентября 2010 года.

## Список композиций
| №   | Название                      | Текст песни | Музыка       | Длительность |
| --- | ----------------------------- | ----------- | ------------ | ------------ |
| 1.  | «Волчьи слёзы»                | В. Нечаев   | В. Нечаев    | 5:39         |
| 2.  | «Непрощённый»                 | В. Нечаев   | В. Нечаев    | 5:37         |
| 3.  | «Гроза (Разряд)»              | В. Нечаев   | В. Нечаев    | 3:18         |
| 4.  | «Вновь ночь»                  | С. Жуков    | С. Жуков     | 5:35         |
| 5.  | «Белый король»                | В. Нечаев   | В. Нечаев    | 5:58         |
| 6.  | «Одиночество»                 | В. Нечаев   | В. Нечаев    | 7:15         |
| 7.  | «Битва»                       | П. Алиев    | А. Быковский | 3:38         |
| 8.  | «Серебро смерти»              | П. Алиев    | А. Быковский | 4:30         |
| 9.  | «Тяжёлая ночь»                | В. Нечаев   | А. Быковский | 5:23         |
| 10. | «Лети на свет»                | В. Нечаев   | А. Быковский | 4:09         |
| 11. | «Дорога» (инструментал)       | —           | А. Быковский | 4:54         |
| 12. | «Глоток свободы» (live bonus) | В. Нечаев   | В. Нечаев    | 3:54         |

## Участники записи
- Алексей Тышкевич - вокал
- Евгений Беляев - гитара
- Владимир Нечаев - гитара
- Андрей Быковский - бас-гитара
- Михаил Старостин - ударные
- Дмитрий Ковалёв - ударные
- Василий Горшков - ударные (9,10)